# Francisco Lobato

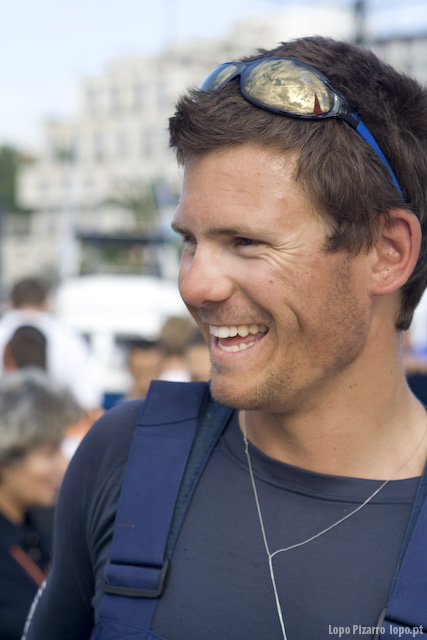
Francisco Lobato, chegada ao Funchal - Transat 6,50 2007

Francisco Lobato (Lisboa, 8 de Outubro de 1984) é um velejador português. 
Com alguns meses fez a sua primeira viagem marítima até Gibraltar com o seu pai e avô, desde aí não parou de navegar. Fez viagens ao longo da Costa Atlântica portuguesa e no mar Mediterrâneo; nomeadamente até à Madeira, Norte de África, Baleares e Costa Espanhola. Aos sete anos entrou na escola de vela da Associação Naval de Lisboa e iniciou-se na classe Optimist.

## Infância e Juventude na vela ligeira
Aos onze anos foi pela primeira vez a um campeonato do mundo. Foi várias vezes campeão nacional em diferentes classes, já participou em mais de 15 campeonatos do mundo e da Europa, foi medalha de bronze no campeonato europeu de Laser (classe Olímpica) e medalha de ouro no campeonato Centro-Sul-Americano Sub 21. Esteve integrado no projecto de esperanças Olímpicas e na equipa pré-olímpica para Atenas 2004.

## A classe Mini
Em 2006, 2007 e 2008 foi #1 no ranking mundial na classe mini de série, completou a Transat 6.50 em 2007 e em 2008 ganhou a grande regata Les Sables Les Açores Les Sables. O Francisco considera a Transat 6.50 como uma das primeiras “montanhas” a escalar antes de chegar ao “Evereste” da vela – a volta ao mundo em solitário. Em 2009 ganhou a primeira etapa da Transat 6.50 e ficou em segundo na segunda etapa desta competição, ganhando no geral.

## Estudos
Atualmente, Francisco encontra-se a realizar o MBA no INSEAD
Em 2011 concluiu o Mestrado em Eng.ª e Arquitectura Naval no IST e participou na Transat 6,50 em 2009.

## Curriculum
2011
- 5º – Generali Solo – Solitário

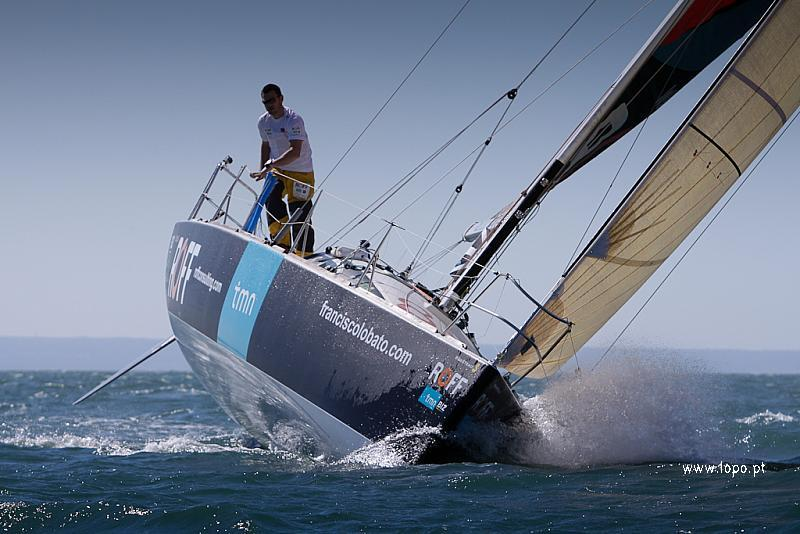
Francisco Lobato. Figarro ROFF (Vasco da Gama) Oeiras 2012

- 3º – Hyères-Porquerolles da Generali Solo – Solitário
- 1º – Leucate-Porquerolles da Generali Solo – Solitário
- 2º – Audi MedCup – Cascais Trophy – Soto 40 – Skipper
- 8º – Transat Bénodet-Martinica – Solitário
- 2º – Solo Massif – Les Sables – Solitário

2010
- 1º – Troféu ANL, Lisboa
- 1º – Troféu S. Martinho, CNCascais
- 3º – SYWoC – Campeonato Mundial de Estudantes Universitários (Skipper da equipa da UTL)

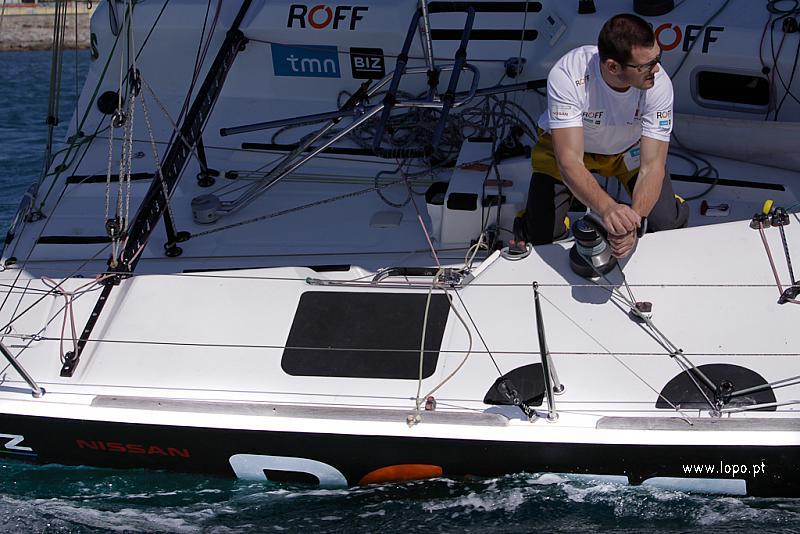
Francisco Lobato. Figarro ROFF (Vasco da Gama) Oeiras 2012

- 12º – Cap Istambul Class. Geral – Solitário (Liderou todas as etapas da regata no 1º dia e meio)
- 9º – 4ª Etapa Cap Istambul (Didim-Bozcaada) – Solitário
- 2º – 3ª Etapa Cap Istambul (Atenas-Didim) – Solitário
- 10º – 2ª Etapa Cap Istambul (Ragusa-Atenas) – Solitário
- 6º – 1ª Etapa Cap Istambul (Hières-Ragusa) – Solitário
- 1º – 2ª Etapa Solitaire du Figaro (Gijón-Brest) – Estreantes – Solitário

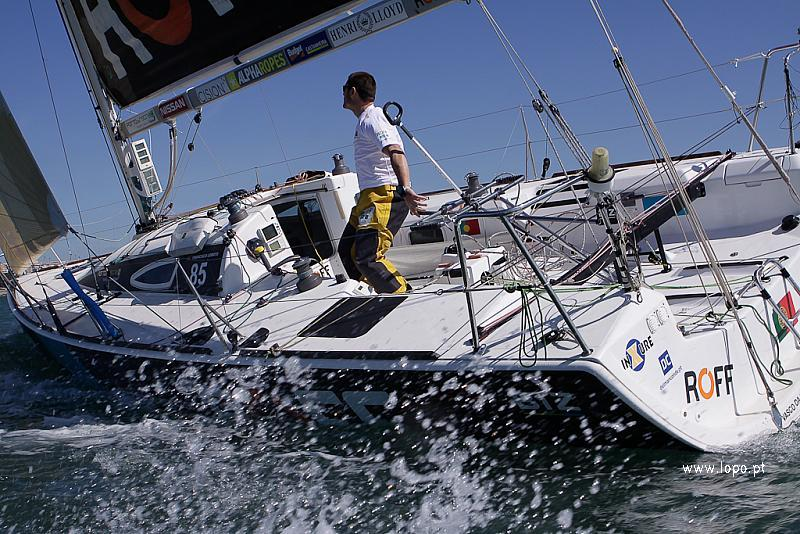
Francisco Lobato. Figarro ROFF (Vasco da Gama) Oeiras 2012

- 6º – 2ª Etapa Solitaire du Figaro (Gijón-Brest) – Geral – Solitário
- 2º – 3ª Etapa Solitaire du Figaro (Brest-Kinsale) – Estreantes – Solitário
- 9º – 3ª Etapa Solitaire du Figaro (Brest-Kinsale) – Geral – Solitário
- 2º – 4ª Etapa Solitaire du Figaro (Kinsale-Cherbourg) – Estreantes – Solitário
- 1º – Solo Duo FIGARO Les Sables – Estreantes – Solitário
- 1º – Regata intermédia Quiberon Solo – Geral – Solitário
- 2º – Quiberon Solo – Estreante – Solitário

2009
- 1º – Transat 6,50 – Solitário
- 2º – Transgascogne – Solitário
- 3º – Trophée Marie-Agnès Péron
- 1º – VI Troféu Rainha Dona Amélia
- 1º – Troféu Aniversário Associação Naval de Lisboa – Solitário
- 2º – Troféu Francisco Lobato – Solitário
- 1º – Campeonato Nacional de Laser Radial – vela ligeira
- 1º – Troféu Burberry – Solitário
- 1º – Torneiro Internacional de Vela do Carnaval – Laser/vela ligeira

2008
- Velejador do Ano no site da Sea Sail Surf
- 1º – Ranking Mundial
- 1º – Les Sables – Açores – Les Sables – Solitário
- 2º – Troféu Marie Agnés Péron – Solitário

2007
- 1º – Ranking Mundial
- 1º – SeaSailSurf – Pro Champ 2007
- 1º – Campeonato Nacional Francês de Pogo 6,50
- 1º – Troféu Marie Agnés Péron
- 1º – Pornichet Select 6.50
- 2º – Mini Pavois
- 9º – Transat 6,50

2006
- Les Sables – Açores – Les Sables Agosto, 2600 milhas - 1º Lugar na primeira etapa: Les Sables – Açores; 3º Lugar na segunda etapa: Açores – Les Sables; 2º Lugar na Geral
- 3º lugar no Trophée Marie- Agnes Peron – Maio - 200 milhas
- 6º lugar na Pornichet Sélect 6,50 – Abril – 300 milhas
- Efectuou a Qualificação de 1000 milhas em solitário aceite pela classe mini Entre Lorient – Irlanda – La Rochelle –Lorient
- 20º lugar na Mini-Fastnet – Julho – 700 milhas

Em Portugal:
- 1º Lugar no Troféu Salazar (IRC)
- 2º Lugar Troféu Rainha Dona Amélia (Handicap Antigo ANL)
- 4º Lugar Troféu Almada Fórum (ANC)

 No início deste ano estreou o novo barco, baptizado de BPI 
, no qual já fez mais de seis mil milhas e o irá levar até ao Brasil. Isto permitiu, obviamente, ficar a conhecer o BPI muito bem e perceber quais são as melhorias necessárias a fazer para a intensa época de 2007. O Francisco esteve vários meses em França a competir e integrado num centro de estágio de Vela Oceânica.
O balanço foi extremamente positivo e neste momento é o primeiro Português na história a estar qualificado para a Transat 6,50.
2005
Em 2005 participou em várias regatas em solitário, fez cerca de 2000 milhas em navegação solitária e venceu a etapa rainha (a mais comprida) da Volta a Portugal “Lisboa - Algarve” contra embarcações com mais do dobro do tamanho e com tripulações de 10 pessoas.
- 1º Lugar Etapa Rainha da X Volta a Portugal à Vela Jornal Record. Cascais - Algarve (IRC)
- 9º Lugar Volta a Portugal à Vela Jornal Record. (único velejador a correr em solitário)
- 13º Lugar no Troféu D. Pedro V - Regata BURBERRY Parfums (IRC)
- 10º Lugar Regata dos Solitários (ANC)
- 4º Lugar na IV Regata 200:2 Espírito de Aventura
- 7º Lugar no Troféu Salazar
- 2º Lugar no Troféu Antonio Bello
- 6º Lugar no Troféu Ruy Vidal

Este foi o ano em que o Francisco se iniciou na navegação oceânica em solitário, um ano de descoberta e aprendizagem. Fez várias regatas em solitário assim como cerca de 2000 milhas ao longo da costa portuguesa com o “Melga”, um Pogo 1, emprestado pelo Eng. Fernando Lourenço.
 
Classe Laser
2004
- Campeão Nacional Sub-21
- Campeão Centro Sul-americano Sub-21, S. Sebastião - Brasil
- Medalha de bronze no Campeonato da Europa de Juniores Alemanha
- Campeão Brasileiro Sub-21 Búzios - Brasil
- 2º Campeonato Nacional
- 2º Semana Olímpica de Carnaval - Vilamoura

2003
- Campeão Nacional Sub-21
- 2º Ranking Nacional
- 2º Campeonato Nacional
- 4º Semana Olímpica de Las Palmas - Canárias
- 16º Trofeu Princesa Sofia Palma de Maiorca - Espanha
- 21º Semana Olímpica de Barcelona
- 7º Semana Olímpica Carnaval Cádiz -Espanha
- 13º Campeonato Europa Split - Croácia (silver fleet)
- 17º Campeonato do Mundo Cádiz - Espanha (silver fleet)

Classe Laser Radial
2002
- Campeão de Portugal de Juniores
- 1º Ranking Nacional Absoluto
- 6º Semana Olímpica de Las Palmas - Canárias
- 2º Campeonato Nacional Austríaco
- 25º Campeonato Europeu de Juniores - Áustria
- 23º Campeonato Europeu Absoluto - Áustria
- 9º Campeonato Mundo de Juniores - Canadá

2001
- 1º Ranking Nacional Absoluto
- Campeão de Portugal de Juniores
- 46º Campeonato do Mundo Absoluto Barcelona - Espanha
- 14º Campeonato do Mundo Juniores Barcelona - Espanha
- 19º Campeonato do Mundo da Juventude - França

Classe 420 < 16 anos
2000
- 3º Campeonato Portugal juniores
- 8º Campeonato Nacional
- 31º Campeonato do Mundo Absoluto La Rochelle - França

Classe Optimist < 15 anos
1999
- Campeão Nacional por equipas
- 2º Campeonato Nacional
- Campeão Regional
- 1º Trofeu Martin Barreiro Vigo - Espanha
- 19º Campeonato do Mundo Martinica - Caraíbas

1998
- Campeão Nacional
- Campeão Nacional por equipas
- Campeão Regional
- 7º Campeonato O´Neill Easter Regata, Holanda
- 25º Campeonato do Mundo Tróia - Portugal

1997
- Campeão regional por equipas
- Campeão regional
- 7º Campeonato Europeu - Eslovénia
- 6º Campeonato Nacional

1996
- 3º Campeonato Nacional
- 2º Trofeu Martin Barreiro - Vigo - Espanha
- 98º Campeonato Mundial na Cidade do Cabo - África do Sul

1995
- 9º Campeonato Nacional
- 2º Campeonato regional

1994
- Campeão regional
- 1º Trofeu Martin Barreiro - Vigo - Espanha
- 4º lugar qualificação centro